# Юнона
Юно́на (лат. Iuno)  (греч. Ήρα) — древнеримская богиня, считавшаяся защитницей и особым советником государства. Римский "аналог"  - Геры, жены Зевса.
В качестве покровительницы Рима и Римской империи Юнона называлась Регина («Королева»), и была членом Капитолийской триады (Юнона Капитолина), сосредоточенной на Капитолийском холме в Риме, включавшую также Юпитера и Минерву, богиню мудрости.
Вместе с остальными главными богами входила в Совет богов.
Её приравнивали к Гере, царице богов в греческой мифологии. Дочь Сатурна и Опы.
Сестра Плутона, Нептуна, Цереры и Весты.
Она была сестрой и женой Юпитера и матерью Марса, Вулкана, Беллоны и Ювенты. Как и для Геры, её священным животным был павлин.
Её этрусским двойником была Уни, и, как говорили, она также присматривала за женщинами Рима.
После открытия скрижалей из Пирги в 1960-х указываются также параллели между Юноной и финикийской Астартой.
Воинственный аспект Юноны среди римлян проявляется в её одежде. Её часто изображали вооружённой и в плаще из козьей шкуры. Традиционное изображение этого воинственного аспекта было заимствовано у греческой богини Афины, которая носила козью шкуру или щит из козьей шкуры, называемый эгидой. Юнона также была изображена в диадеме.
Она всегда советовалась со своей «правой рукой» Минервой, богиней мудрости и искусств, а её «левой рукой» считалась Церера.
Считалось, что каждая женщина имеет свою Юнону (как каждый мужчина — своего Гения).
В одной из своих ипостасей ассоциировалась с влагой, в том числе с влажностью воздуха. Ирида, олицетворение радуги, считалась её прислужницей.

## Этимология
Когда-то считалось, что имя "Юнона" связано с "Йове" ("Юпитер"), первоначально как "Диуно" и "Диове" из *Диовона. В начале XX века было предложено производное от "iuven-" (как на латинском "iuvenis" , «юность») через синкопированную форму "iūn-" (как в "iūnix" , «телка», и iūnior , «юный»). Эта этимология получила широкое распространение после того, как её одобрил выдающийся немецкий антиковед  Георг Виссова. "Iuuen" — связано с латинским aevum и греческим "Эон" -  "aion" ("αἰών") через общий индоевропейский корень, относящийся к концепции жизненной энергии или «плодородного времени». iuvenis является тот, кто имеет полноту жизненной силы. В некоторых надписях сам Юпитер называется Юунтус , а один из эпитетов Юпитера - Иовисте , превосходная форма от слова iuuen, что означает «самый юный». Ювентас , «Юность», был одним из двух божеств, которые «отказались» покинуть Капитолий при строительстве нового здания.Храм Капитолийского Юпитера требовал экзаугурации божеств, которые уже занимали это место.
Позднее Юнона отождествлена с Герой, греческой богиней любви и брака. Древние этимологии связывали имя Юноны с iuvare , «помогать, приносить пользу», и iuvenescere , «омолаживать», иногда связывая его с обновлением новой и прибывающей луны, возможно, подразумевая идею перерождения.

## Почитание
Вначале культ Юноны был распространен в италийских городах, а после их завоевания проник в Рим, что придало ей новые функции и эпитеты. Позже в римских провинциях богиню отождествляли с другими богинями, имевшими сходные функции.
Служение Юноны осуществляли, главным образом, матроны. А конкубинам прикасаться к её алтарю запрещалось. В историческое время жена Царя Священнодействий приносила Юноне Ковелле в жертву свинью каждые календы, аналогично тому, как Эней приносил ей в жертву мать 30 поросят (Aen. 8. 85).
Вместе с Юпитером и Минервой входила в Капитолийскую триаду, которой был посвящён храм на Капитолии.
1 марта в её честь проводился женский праздник — матроналии, тогда её славили как «Юнона Луцина». Другой посвященный ей женский праздник приходился на 7 июля — Ноны Капротины, имевший неясное происхождение. В нём имели право участвовать и рабыни, которые приносили совместно со свободными жертву Юноне под священной смоковницей.
Юнону призывали при заключении браков. Ей приносили благодарственные жертвы после родов. Люди, приближавшиеся к храму Юноны, не должны были иметь на себе узлы, как затрудняющие роды
В честь Юноны был назван месяц июнь: последний месяц жертвенного года был юнонием (посвященным Юноне Капротине).
Также как богиню плодовитости Юнону связывали с Фавном. А в философских теориях она отождествлялась с землёй или воздухом, как с лежащим ниже Юпитера-эфира.

### Список эпитетов Юноны

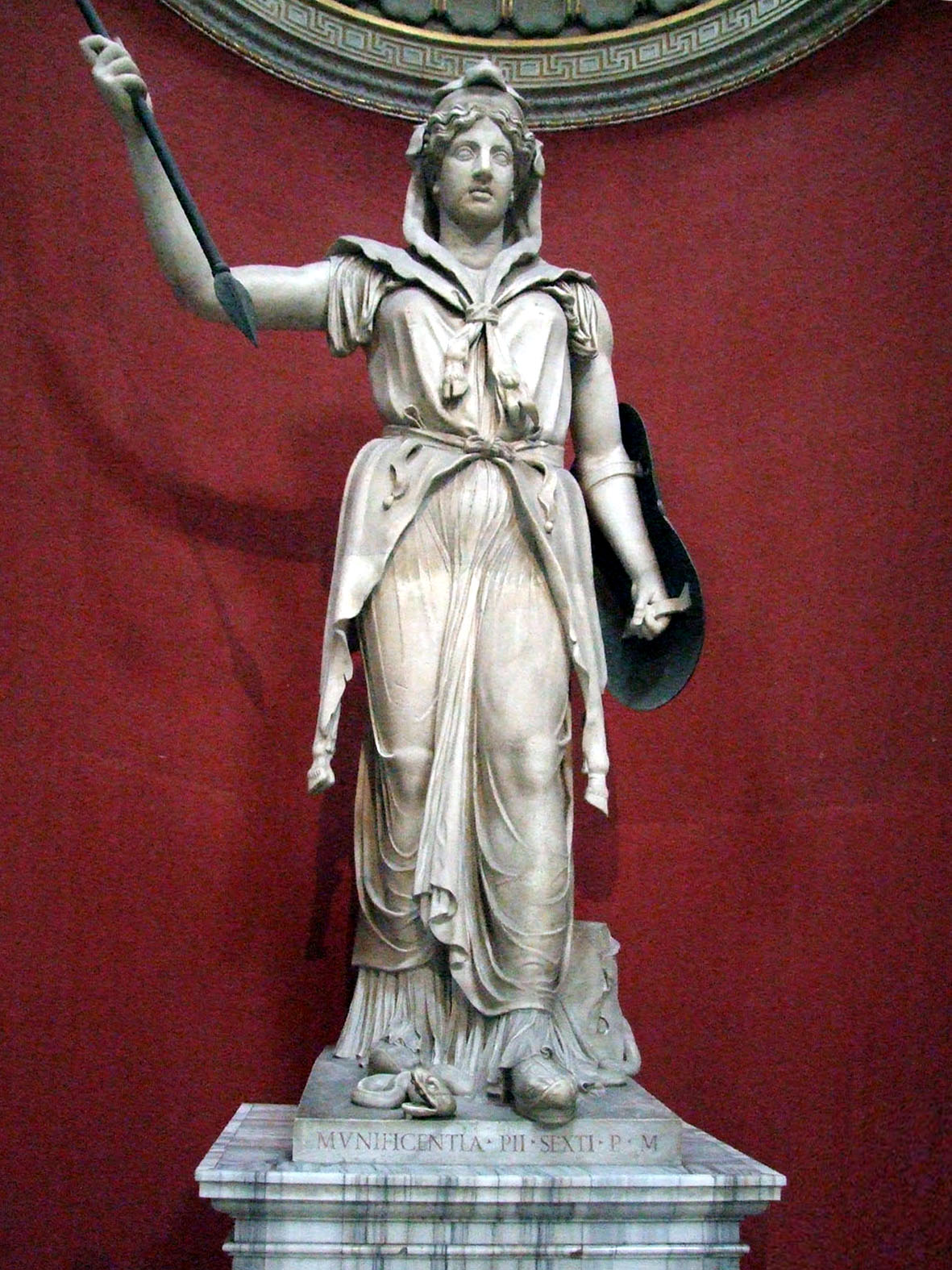
Статуя Юноны Соспиты, Ватиканский музей

- Календария — богиня начала каждого месяца — календ.
- Капротина (Caprotina)[20] — эпитет Юноны и посвящённого ей дня, праздновавшегося в ноны месяца Quintilis[англ.] (лат. Nonae Caprotinae, 7 июля). Праздник был посвящён рабыням, проводить жертвоприношения позволялось только женщинам. Плутарх приводит две версии происхождения эпитета. По одной, он связан с названием места Palus Caprae («козье болото»), где проходило древнеримское собрание. По другой — с названием дерева смоковница (caprificus, букв. «козья фига»), с которого рабыня подала римлянам сигнал к атаке во время войны с латинами.
- Ковелла («носящая свиную шкуру, щетину»), которой приносили в жертву свинью[16]
- Куритис[7] — изображалась на боевой колеснице, в козьей шкуре, с щитом и копьём
- Луцина (Люцина; Lucina — светлая) — покровительница рождения и замужних женщин (матрон).
- Оссипага[7] — дающая скелет зародышу.
- Популона[7] — воинственная богиня
- Регина — «царица»[7]
- Румина[7] — кормилица.
- Сорория («сестринская»), подробней см. Горации и Куриации
- Соспита (Сиспита) — «вспомоществующая»[21], богиня-охранительница государства и его граждан, почиталась преимущественно в Ланувии, и изображалась с заменявшей шлем и панцирь козьей шкурой поверх одеяния матроны, со щитом и копьем (сохранилась статуя в Ватикане)[22].
- Тутела, Тутула, Тутола[16]
- Фульгура[7] — мечущая молнии.
- Цинксия (лат. Cinxia) — священное имя Юноны на римских свадьбах, так как первоначально заключившие брак были лат. cinguli — «опоясанные»[23].
- Монета (Moneta — предупреждающая, советчица) — в её храме чеканились деньги, названные впоследствии «монетами»[24].

### Юнона Монета

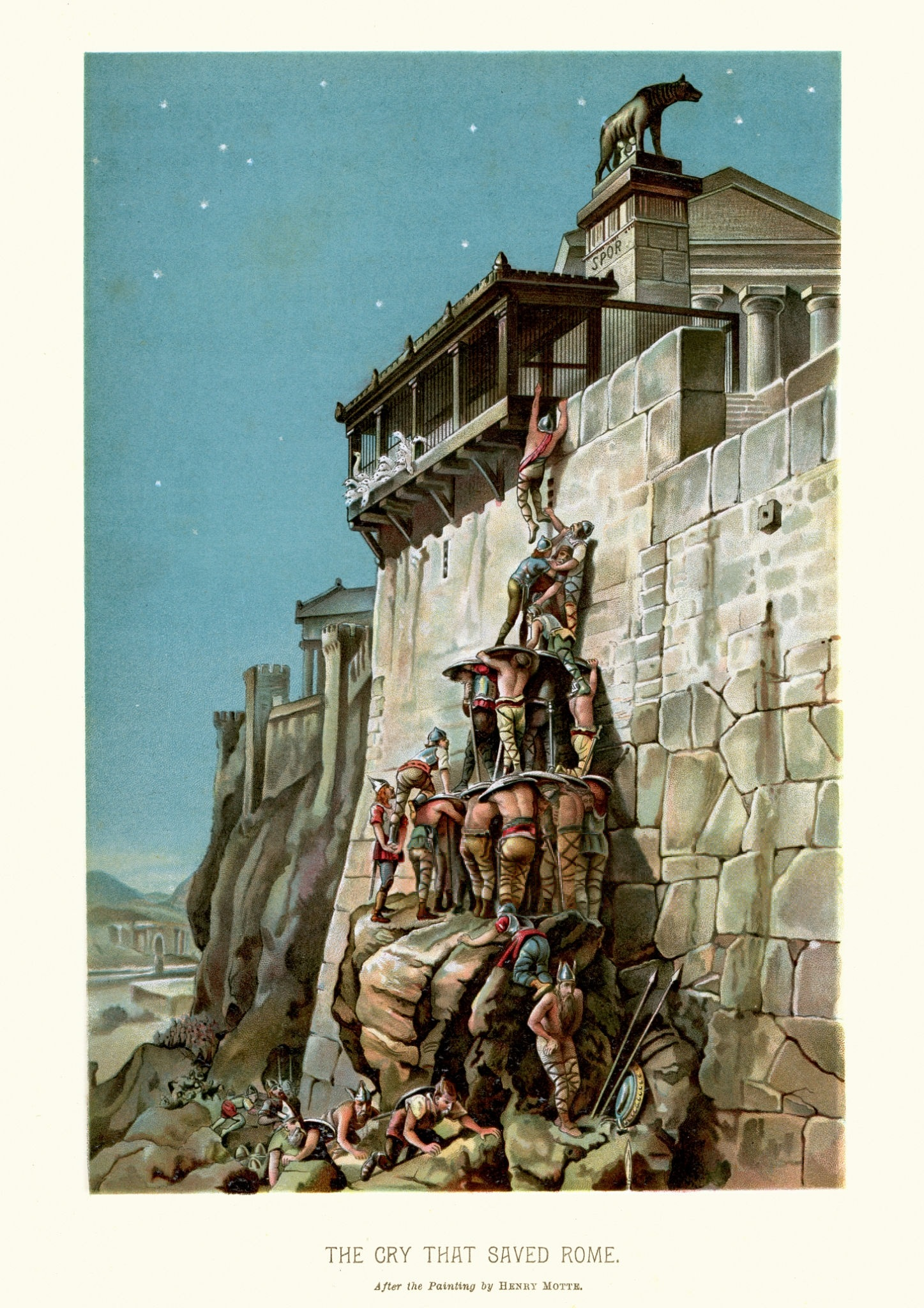
Священные гуси Юноны предупреждают римлян о попытке галлов пробраться в Капитолийскую крепость

Палмер принимает этимологию Цицерона как возможность, добавляя mons mount, hill, глагол e-mineo и существительное monile, относящееся к Капитолию, месту её культа. Также, возможно, это культовый термин или даже, поскольку в её храме хранились Libri Lintei, monere оттуда будет иметь значение записи: Ливий Андроник идентифицирует её как Мнемозину.
Древние источники помещают эту Юнону во враждебный контекст. Дюмезиль считает, что третий, военный аспект Юноны отражён в Юноне Куритисе и Монете. Палмер тоже видит в ней военный аспект.
Мак Кей считает богиню более древней, чем её этимология, и ссылается на свидетельство Валерия Максима, который отождествляет её с этрусской богиней Уни из Вейи. В её храме на Капитолии жили священные гуси, которые прославились «спасением Рима» во время галльской осады (387 г. до н. э.).

## Связи с другими божествами

### Юнона и Юпитер

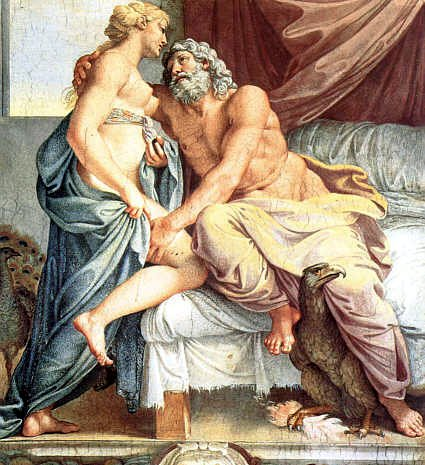
Юпитер и Юнона, по Аннибале Карраччи

Божественная пара получила от Греции его супружеский смысл, а затем возложила на Юнону роль богини- покровительницы брака (Юно Пронуба). Ассоциация Юноны и Юпитера относится к древнейшему латинскому богословию. Пренесте предлагает заглянуть в оригинальную латинскую мифологию: местная богиня Фортуна изображена как кормиящая двух младенцев, одного мальчика и одну женщину, а именно Юпитера и Юнону. Кажется довольно безопасным предположить, что с самых ранних времен они были идентифицированы по своим собственным именам, и с тех пор, как они получили их, они никогда не менялись в ходе истории: их называли Юпитером и Юноной. Эти боги были самыми древними божествами каждого латинского города. Пренесте сохранил божественное происхождение и младенчество, поскольку верховный бог и его паредра Юнона имеют мать, которая является изначальной богиней Фортуной Первородной. Было обнаружено много терракотовых статуэток, изображающих женщину с ребёнком: одна из них представляет собой точно описанную Цицероном сцену, где женщина с двумя детьми разного пола прикасается к её груди. Две из вотивных надписей к Фортуне связывают её и Юпитер: «Fortunae Iovi puero ...» и «Fortunae Iovis puero ...»

## Фестивали

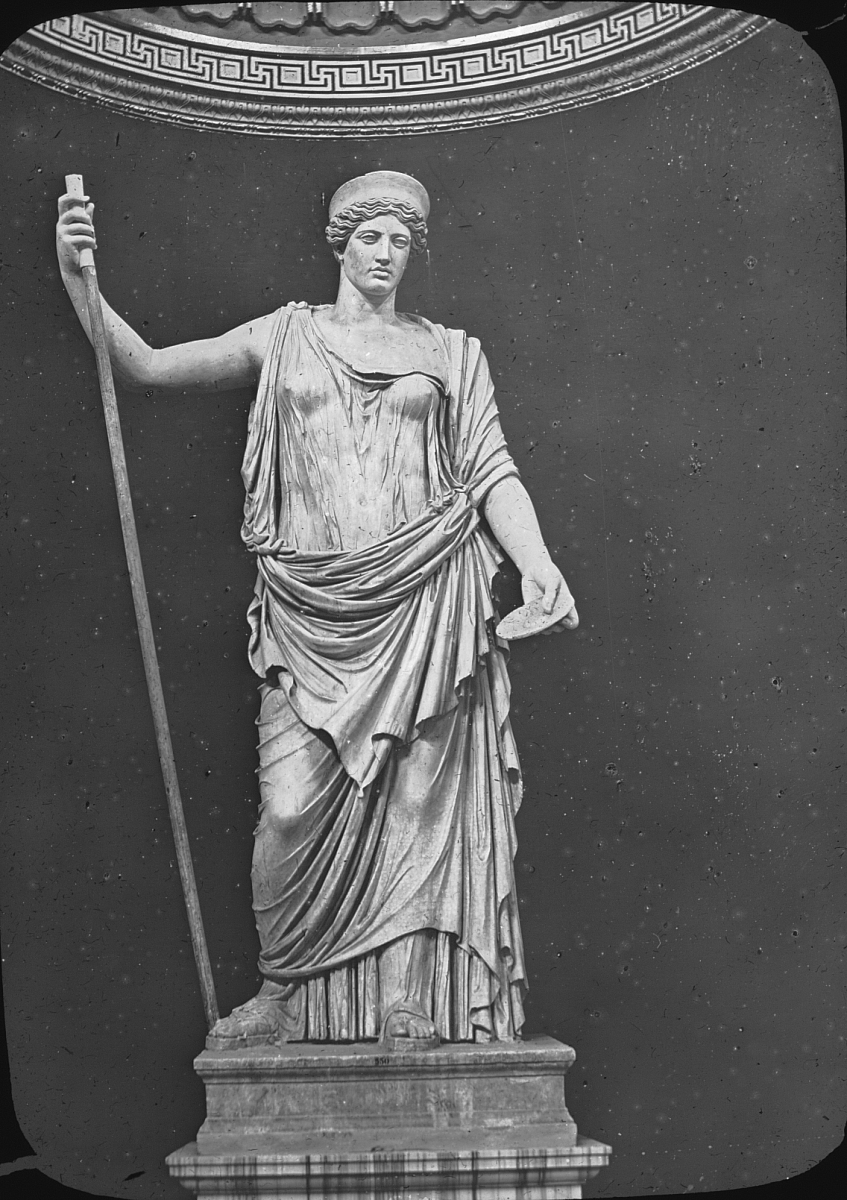
Юнона

Все праздники Юноны проводились в календы месяца, за исключением двух (или, возможно, трех): Nonae Caprotinae в июльские ноны, праздника Юноны Капитолии 13 сентября, потому что дата этих двух была определена превосходство Юпитера. Возможно, второй фестиваль Юноны Монеты прошёл 10 октября, возможно, в день освящения её храма. Этот факт отражает строгую связь богини с началом каждого лунного месяца.
Ежегодно первого марта женщины проводят праздник в честь Юноны Лучины под названием Матроналии. Люсина была эпитетом для Юноны как «та, которая выводит детей на свет». В этот день в её честь в храме её священной рощи на Циспиусе приносили в жертву ягнят и крупный рогатый скот.
Второй фестиваль был посвящен Юноне Монете 1 июня.
После этого 7 июля прошёл фестиваль Nonae Caprotinae («Ноны дикой смоковницы»).
Фестиваль Юноны Регины пришёлся на 1 сентября, за ним 13 числа того же месяца последовал праздник Юноны Регины Капитолиной.
1 октября было датой проведения Tigillum Sororium, в котором богиня почиталась как Юнона Сориа.
Последним из её ежегодных фестивалей был праздник Юноны Соспиты 1 февраля. Это была подходящая дата для её празднования, поскольку февраль считался опасным временем перехода, космический год приближался к концу и истончались границы между мирами: мир живых и преисподняя больше не разграничивалась безопасным образом. Поэтому община обратилась за защитой (tutela) к воинственной Юноне Соспите, «Спасителю».
Юнона — покровительница брака, и многие люди считают, что наиболее благоприятное время для вступления в брак - июнь, месяц, названный в честь богини.

## Иконография

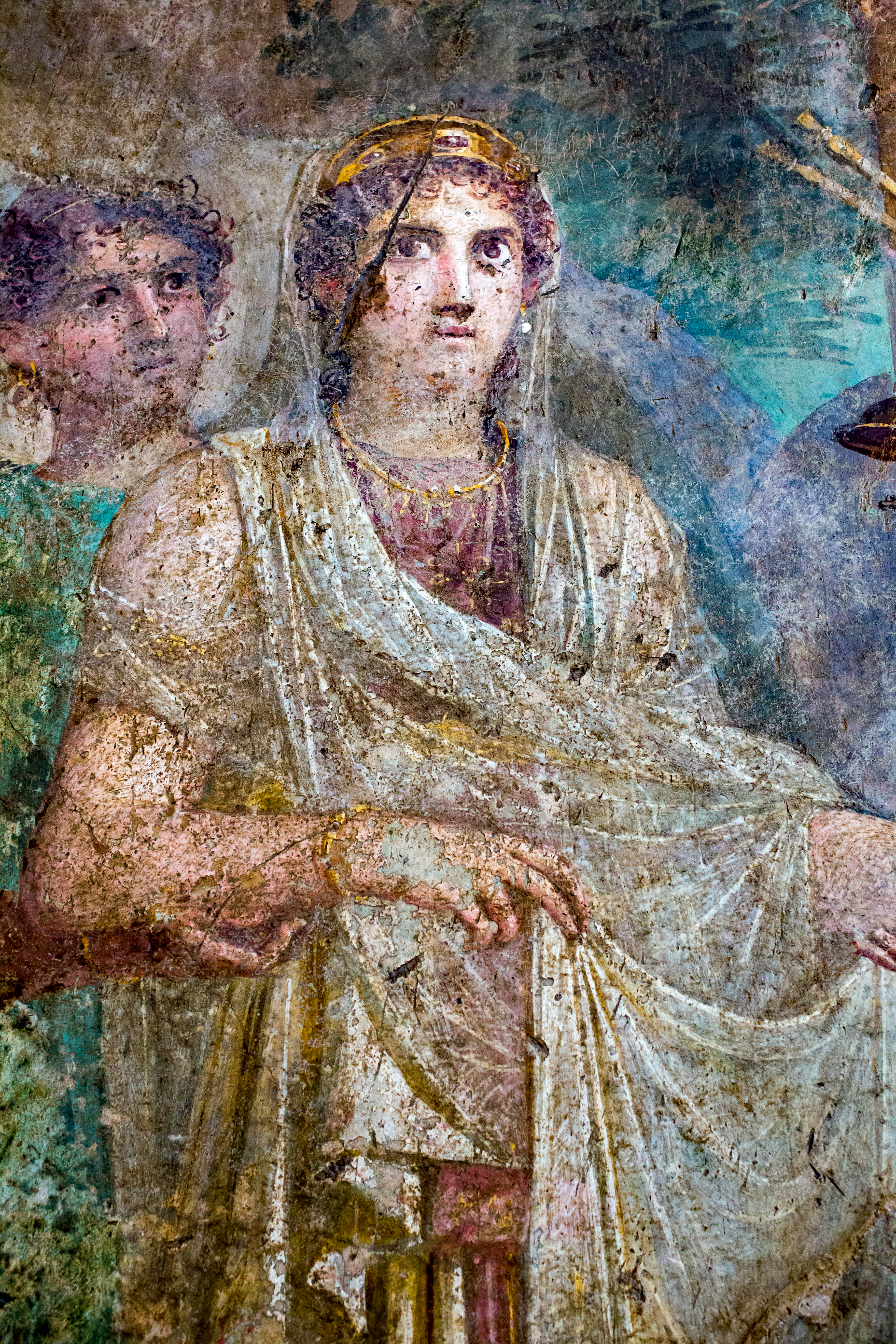
Гера-Юнона, фреска из Помпей

На изображениях Юнона всегда прикрыта одеждой с ног до головы, только лицо, часть шеи и руки обнажены; она высокого роста, со спокойными и размеренными движениями; красота её строгая и величавая; у неё роскошные волосы и большие широкие открытые глаза.
Главные атрибуты этой богини в живописи Нового времени — покрывало, диадема, павлин и кукушка. Подробнее см.: Иконография Геры.

## Статуя наСамосе

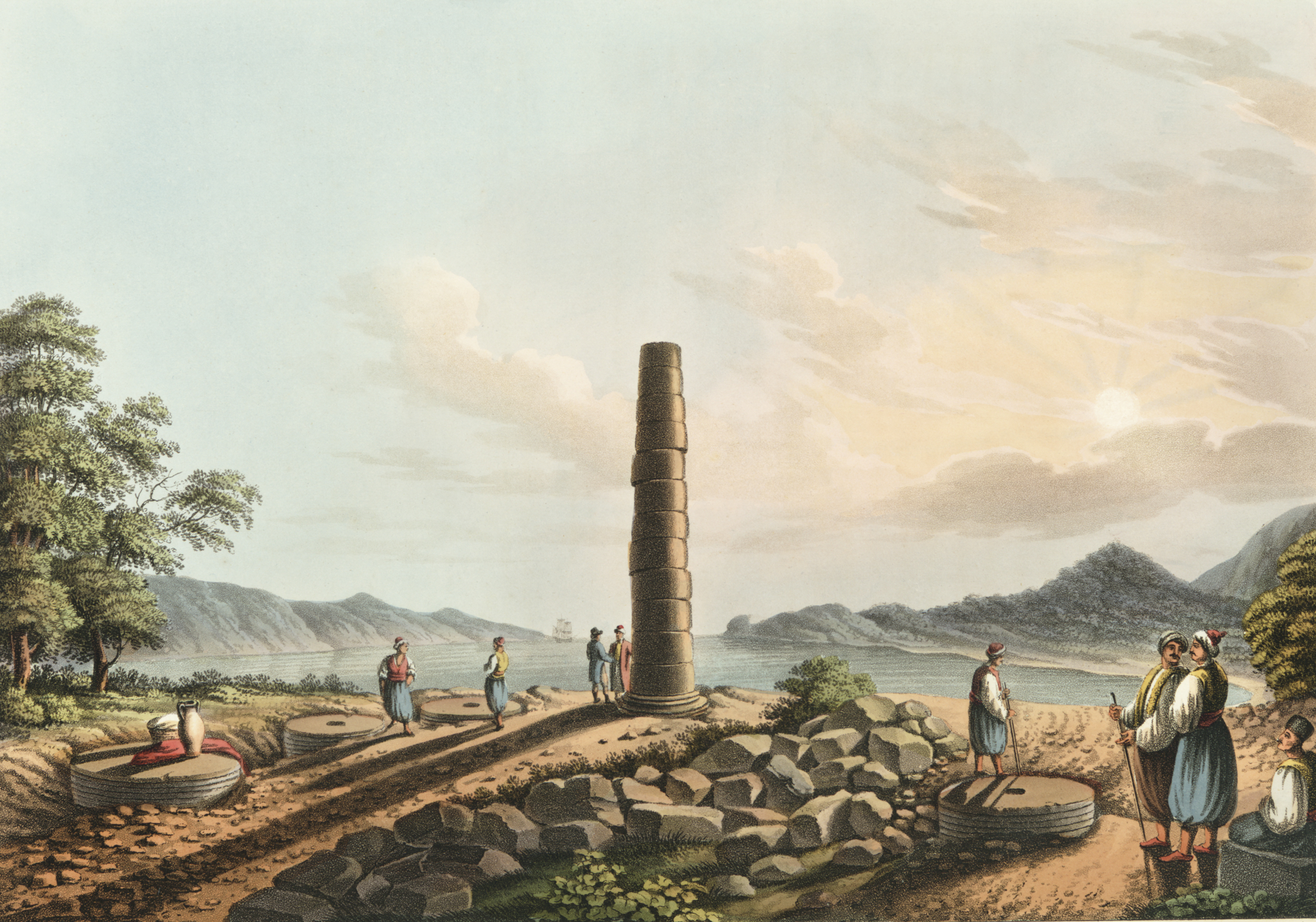
Руины храма Юноны на Самосе, расписанные Луиджи Майером

В голландском городе Маастрихт, который был основан как Trajectum ad Mosam в римской провинции Нижняя Германия около 2000 лет назад, в подвалах отеля Derlon можно найти остатки фундамента большого храма Юноны и Юпитера. На части римских руин первая христианская церковь в Нидерландах была построена в IV веке нашей эры.
История этих руин восходит к рождению Юноны и Юпитера близнецами Сатурна и Описа. Юнону отправили на Самос, когда она была совсем маленькой. Там её тщательно воспитывали до полового созревания, а затем она вышла замуж за своего брата. Была сделана статуя, изображающая Юнону, невесту, молодой девушкой в день свадьбы. Он был вырезан из паросского мрамора и на протяжении многих веков ставился перед её храмом на Самосе. В конце концов, эта статуя Юноны была доставлена в Рим и помещена в святилище Юпитера Оптимуса Максима на Капитолийском холме. В течение долгого времени римляне чтили её многими церемониями под именем царицы Юноны. Останки статуи были перевезены где-то между I и IV веками в Нидерланды.

## В литературе
Возможно, наиболее заметное появление Юноны в римской литературе — это главная антагонистическая сила в «Энеиде» Вергилия, где она изображена как жестокая и дикая богиня, намеревающаяся поддержать сначала Дидону, а затем Турна и рутулов против попытки Энея основать новую Трою в Италии. Маврус Сервий Гонорат, комментируя некоторые из её нескольких ролей в «Энеиде», предполагает, что она представляет собой слияние Геры с карфагенской богиней бури Танит.  «Метаморфозы» Овидия — это история, объясняющая её священную связь с павлином. Её вспоминают в De Mulieribus Claris, сборнике биографий исторических и мифологических женщин флорентийского писателя Джованни Боккаччо, составленном в 1361—1362 гг. Он примечателен как первый сборник, посвященный исключительно биографиям женщин в западной литературе. Уильям Шекспир вкратце использует Юнону в качестве маскирующего персонажа в «Буре» (Акт IV, Сцена I).

## Другая информация
Гигин называл Венеру звездой Юноны.

## Современное восприятие

### Ботаника

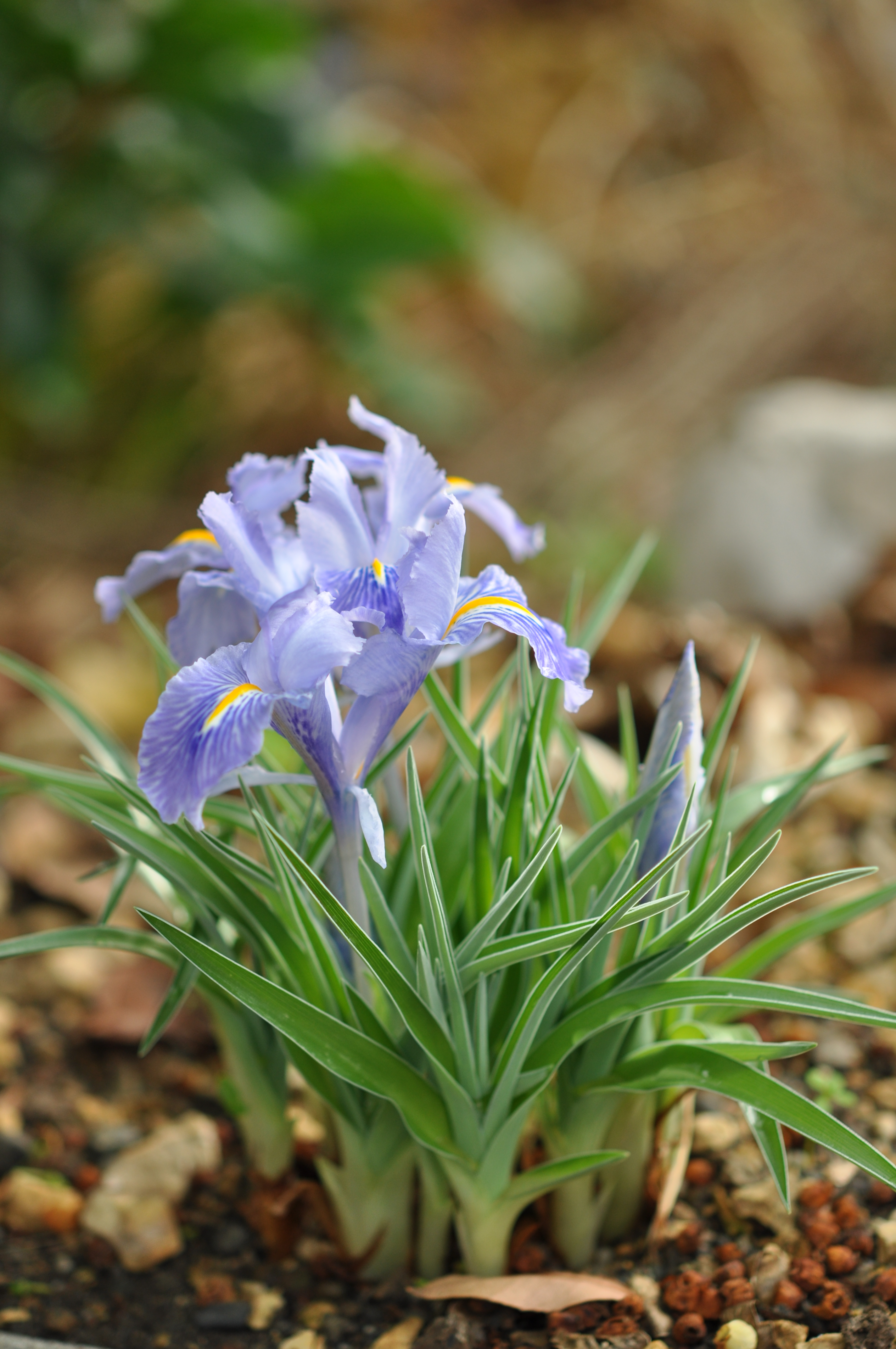

В честь богини именован род травянистых растений Юнона (Juno) семейства Ирисовые (Iridaceae), распространённый в Северной Африке и Средиземноморье.

### Путешествия
В честь богини был назван корабль калифорнийской экспедиции Николая Резанова (1764—1807) русского дипломата, одного из основателей торговой Российско-американской компании. События последних лет жизни Резанова, в том числе история его знакомства, обручения и несостоявшегося брака с Консепсьон Аргуэльо — Кончитой (1791—1857), пятнадцатилетней дочерью коменданта Сан-Франциско, составили сюжетную основу рок-оперы "Юнона и авось".

### Космические полёты
В современности её именем назван астероид Юнона, открытый в 1804 году.
В космический полёт НАСА запустило космический зонд к Юпитеру в 2011 году и назвало его Юноной в связи с её отношениями к богу Юпитеру в мифологии.